# ヴァンディエン駅
ヴァンディエン駅(ベトナム語：Ga Văn Điển / 𥩤文典?)は、ベトナムのハノイに位置するベトナム鉄道の駅である。

## 利用可能な路線
ベトナム鉄道
南北鉄道
バクホン・ヴァンディエン線
- ゴクホイから当駅およびハノイ駅を経由してイエンヴィエンに至るまでの区間にハノイ都市鉄道1号線を建設する計画が存在する[1]。

## 隣の駅
南北鉄道
ザップバット駅 - ヴァンディエン駅 - トゥオンティン駅